# 太郎の青春
『太郎の青春』（たろうのせいしゅん）は、日本放送協会（NHK）が1980年1月7日から2月1日に銀河テレビ小説で放送したテレビドラマ。

## 概要
原作は曽野綾子の『太郎物語』。曽野の実在の息子をモデルとした名古屋にある大学進学と東京にいる恋人をめぐる青春ドラマ。
NHKでは1975年に少年ドラマシリーズの一つとして『太郎物語　高校編』を原作とする『太郎物語』を放送しており、その続編ともいえる。太郎を演じた広岡瞬はロケ中に原作者の曽野綾子宅を訪れ、太郎のモデルである三浦太郎(曽野の長男)と対面している。
翌年には同じ「銀河テレビ小説」枠で続編となる『太郎の卒業』が放送された。
放送ライブラリーでは第1回が公開。

## 出演者
- 山本太郎 - 広岡瞬
- 太郎の父・正二郎 - 長門裕之
- 太郎の母・信子 - 岸田今日子
- 太郎の祖母・琴江 - 原泉
- 五月素子 - 石井めぐみ
- 三吉杏子 - 荒木由美子
- 山中良子 - 篠ひろ子
- 村松節子 - 島本須美
- 塩沢とき
- 久米明
- 藤原俊夫 - 湯沢紀保
- 大西土之介 - 伍代参平
- 笹塚茂 - 中西良太
- 桜岡一郎 - 石田純一※当時は「石田純」名義。

## スタッフ
- 脚本 - 窪田篤人[2]
- 音楽 - 三枝成章[2]
- 演奏 - コンセール・レニエ
- タイトル画 - 葉祥明[2]
- 主題歌 - サーカス（作詞 - 窪田篤人、作曲 - 三枝成章、演奏 - カシオペア）
- 制作 - 川村尚敬[2]
- 美術 - 田坂光善[2]
- 効果 - 岩田紀良[2]
- 記録 - 池田まさ子[2]
- 技術 - 菊池惇二[2]
- 照明 - 栗原民博[2]
- 撮影 - 松村一彦[2]
- 音声 - 佐藤重雄[2]
- 演出 - 松井恒男、山岸康則